# Yoldiella sanesia
Yoldiella sanesia är en musselart som först beskrevs av Dall 1916.  Yoldiella sanesia ingår i släktet Yoldiella och familjen Yoldiidae. Inga underarter finns listade i Catalogue of Life.